# Чеська шляхта
Чеська шляхта складалась з дворянських родин з історичних чеських земель, особливо у вузькому сенсі, тобто дворянства власне Богемії, Моравії та Австрійської Сілезії – незалежно від того, чи походять ці родини з цих країн, чи переселилися до них протягом століть. Вони пов’язані з історією Великої Моравії, Богемського князівства, пізніше Богемського королівства, Моравського маркграфства, Сілезьких герцогств і Богемської корони, конституційної держави-попередниці сучасної Чеської республіки.
Дворянські титули були скасовані законом (№ 61/1918 Sb. z. a n.)  у грудні 1918 року, незабаром після створення незалежної Чехословацької республіки. У період нацизму та комунізму представники чеських дворян часто зазнавали переслідувань. Після «оксамитової революції» 1989 року конфісковане комуністами майно було повернуто дворянам.